# Station Dormans (Grand Est)
Station Dormans is een spoorwegstation aan de spoorlijn Noisy-le-Sec - Strasbourg-Ville. Het ligt in de Franse gemeente Dormans in het Franse departement Marne (Grand Est).

## Geschiedenis
Het station werd op 26 augustus 1849 geopend door de compagnie des chemins de fer de l'Est bij de opening van de sectie Meaux - Épernay. Sinds zijn oprichting is het eigendom van de Société nationale des chemins de fer français (SNCF).

## Ligging
Het station ligt op kilometerpunt 116,401 van de spoorlijn Noisy-le-Sec - Strasbourg-Ville.

## Diensten
Het station wordt aangedaan door treinen van TER Picardie en TER Champagne-Ardenne, welke rijden tussen Paris-Est en Reims, Châlons-en-Champagne, Saint-Dizier en Bar-le-Duc. Deze treinen worden geëxploiteerd als TER Vallée de la Marne.